# Праховські скелі
Праховські скелі (чеськ. Prachovské skály; нім. Prachauer Felsen) — скелі в Чехії, геологічна формація за 5 км на захід від Їчина (чеськ. Jičín), що приваблює багато відвідувачів. У 1933 році навколо скель утворено природний заповідник.

## Історія
Згідно з археологічними дослідженнями, прадавні люди жили на скелях ще в кам'яну добу. З бронзової та залізної доби тут залишилося декілька курганів. У середньовічні часи на скелях існувало слов'янське кам'яне укріплення.

## Туризм
Праховські скелі щорічно відвідують понад 300 тис. туристів. Скелі відкриті для відвідин цілий рік. Внизу споруджено автопарковку, туристичну хатину, готелі.

## Галерея

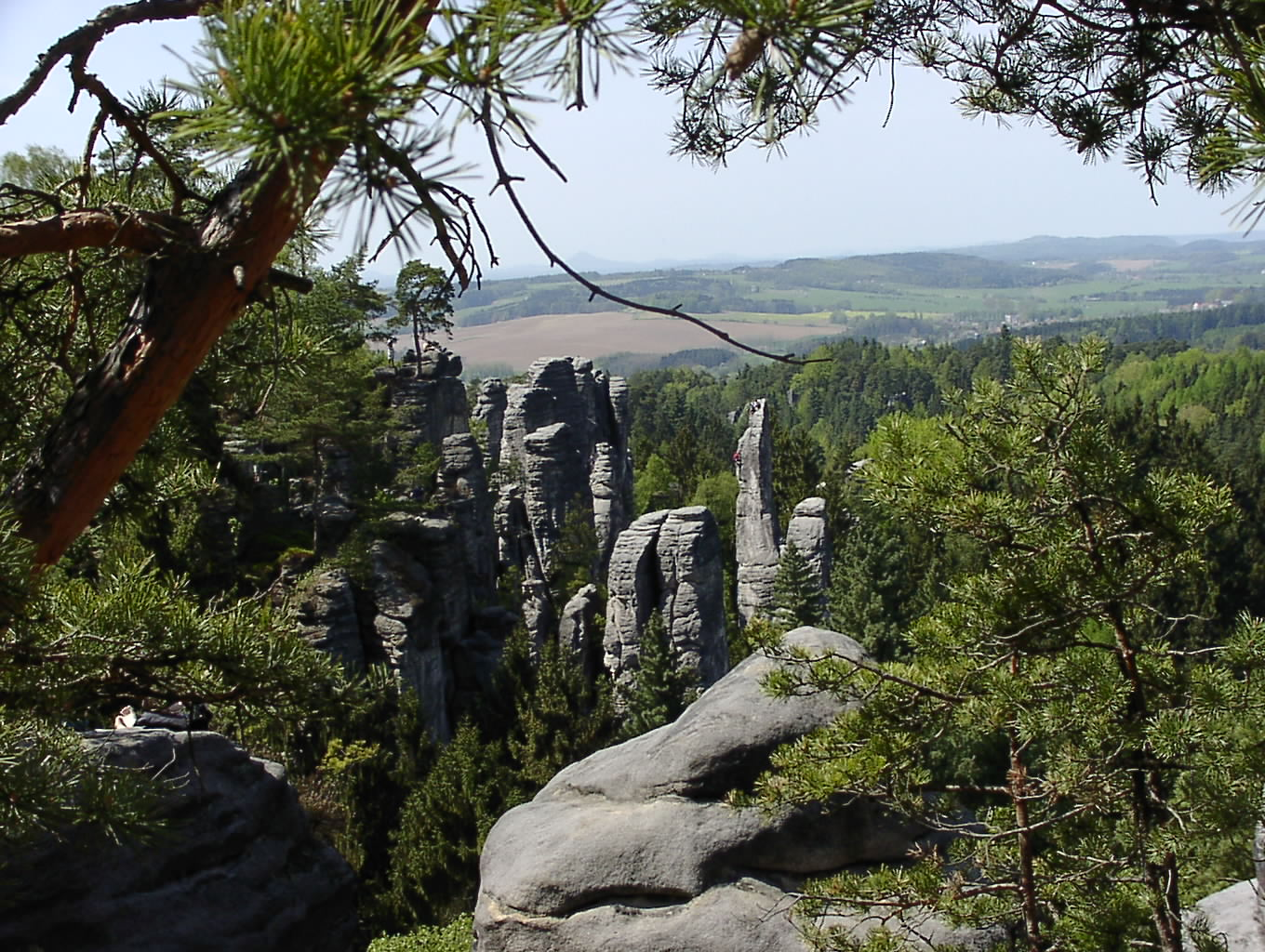
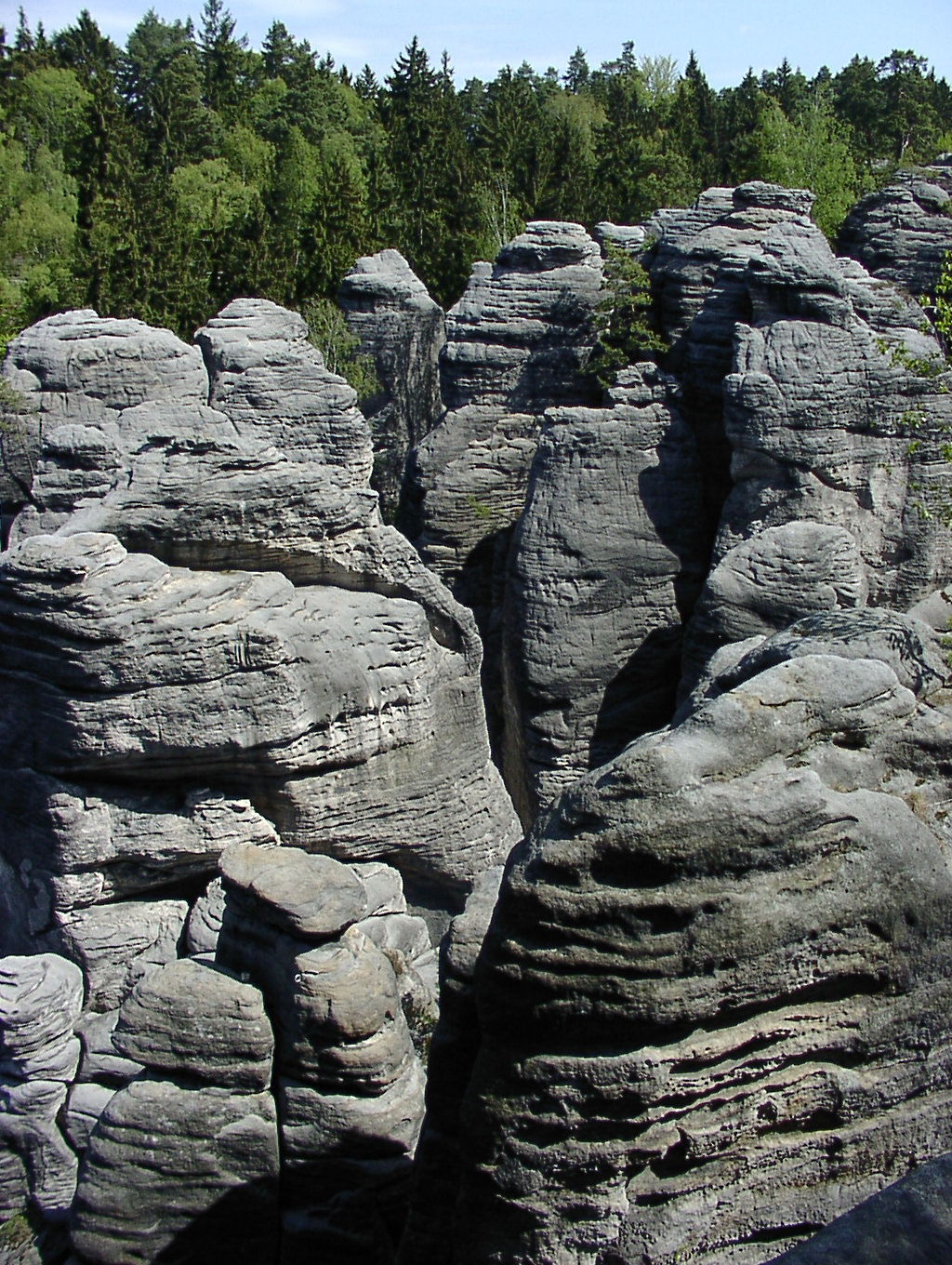
border
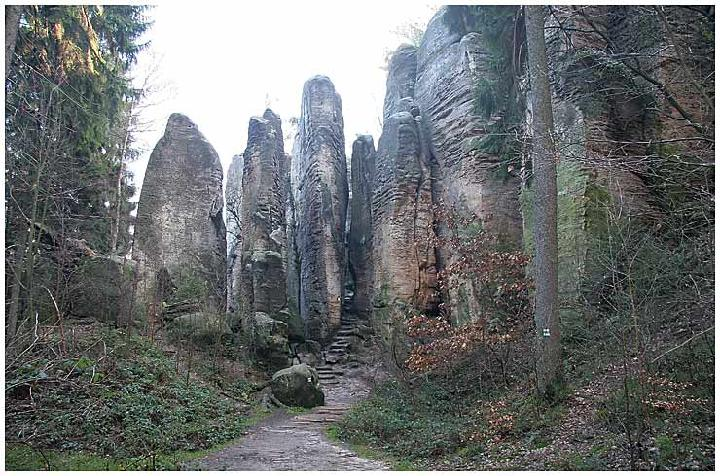
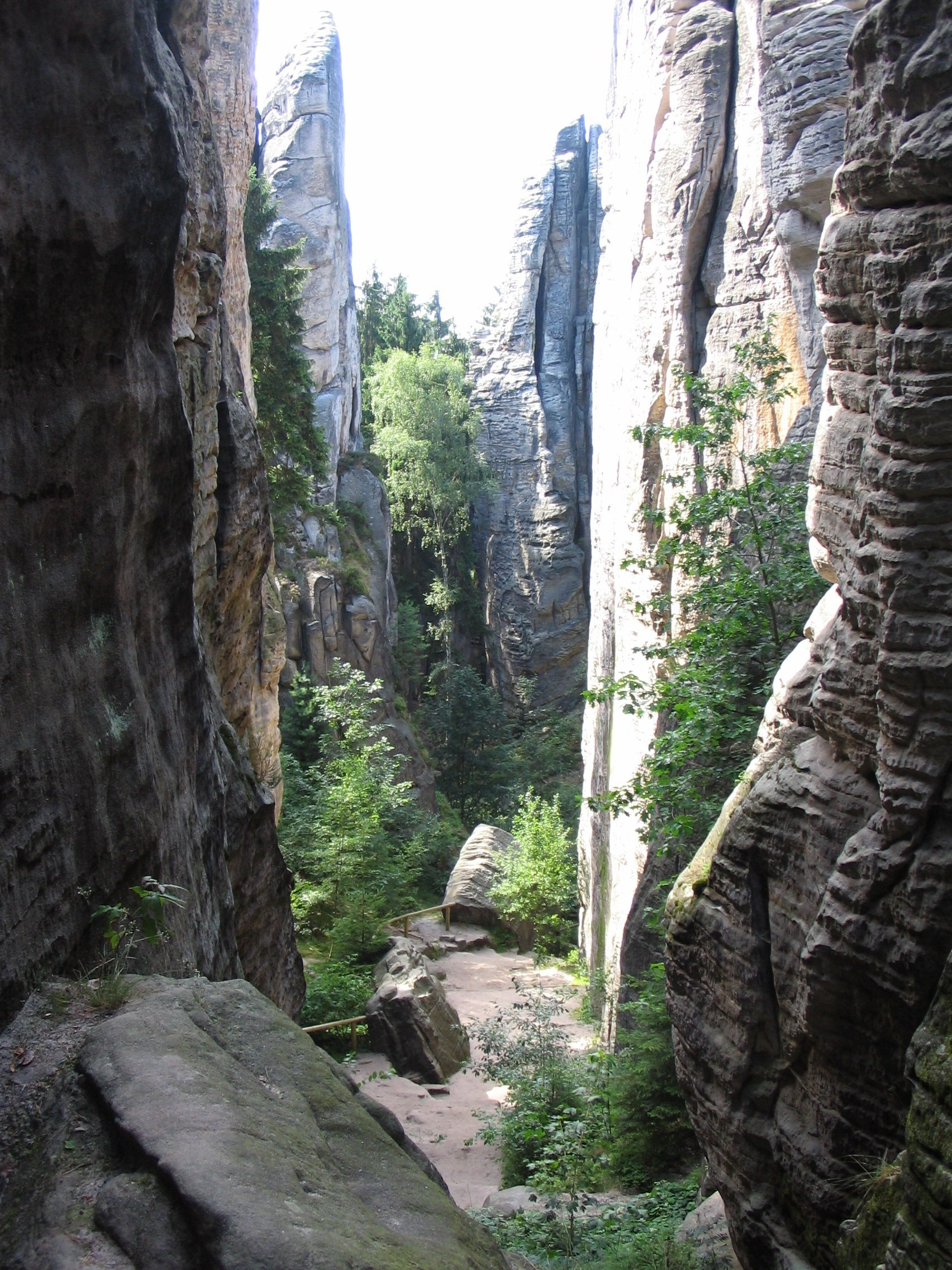
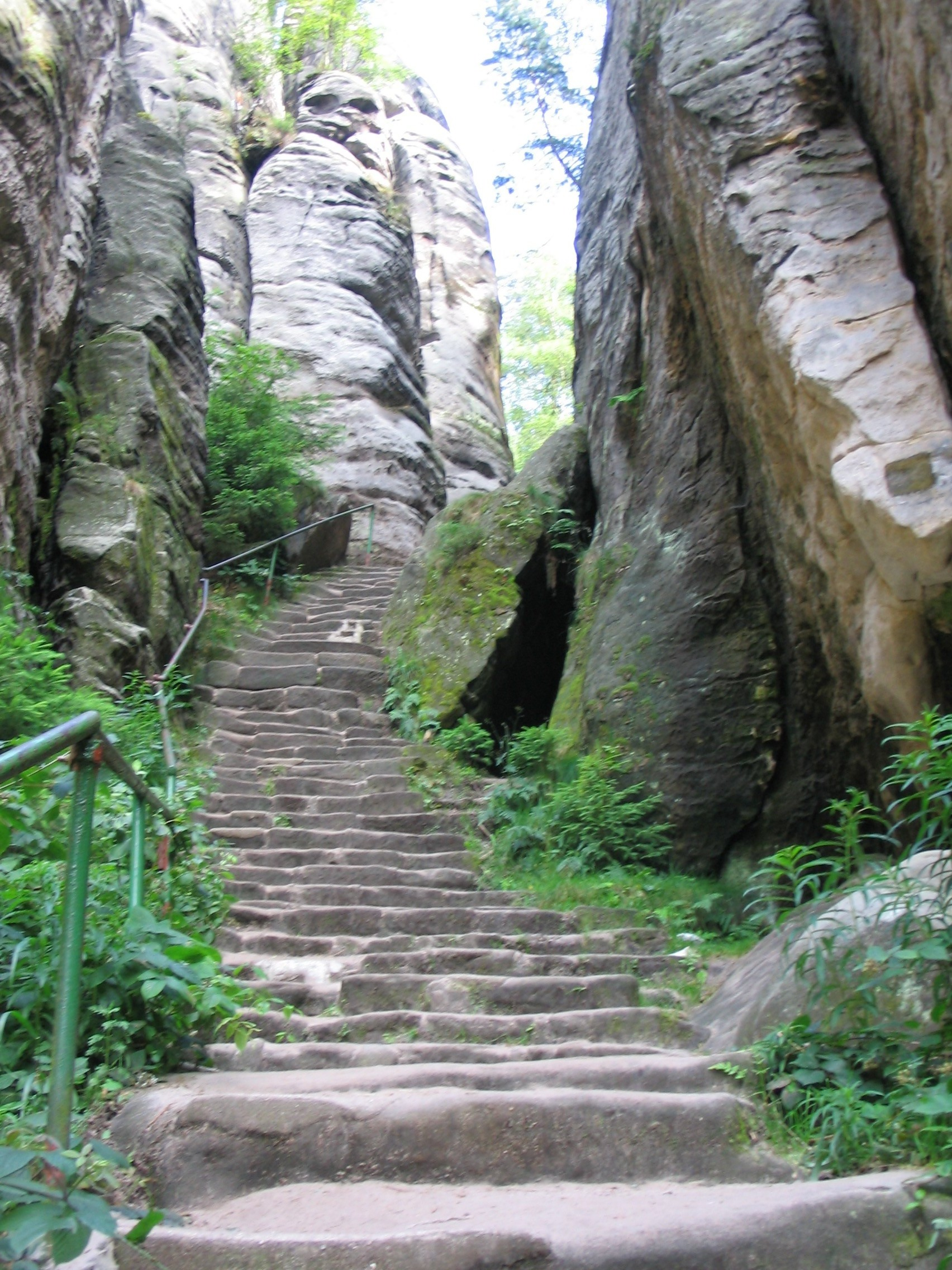

## У культурі
Через свої фантастичні краєвиди Праховські скелі часто слугують місцем, де розгортається сюжет різних фантастичних творів. Творців відеогри The Elder Scrolls V: Skyrim місцевий ландшафт надихнув на створення локації Високого Гротґару — 7000 сходинок на схилах скелястих гір до храму давнього культу.